# Persona 5
Persona 5 é um jogo eletrônico de RPG desenvolvido pela Atlus. O jogo é cronologicamente a sexta edição da série Persona, que faz parte principalmente da franquia Megami Tensei, mas a partir de Persona 4 Golden a série de jogos possui uma maior independência. Foi lançado para o PlayStation 3 e PlayStation 4 no Japão em setembro de 2016 e em todo o mundo em abril de 2017, onde foi publicado pela Atlus no Japão e na América do Norte, e pela Deep Silver na Europa e Austrália. O jogo chegou ao Xbox One, Xbox Series, PlayStation 5, Nintendo Switch e Microsoft Windows em 21 de outubro de 2022.
Persona 5 acontece na Tóquio de hoje e segue um estudante do ensino médio, com o codinome Joker (Coringa), após sua transferência para a Academia Shujin após ser colocado em liberdade condicional por ter sido falsamente acusado de agressão contra um político influente e corrupto. Ao longo de um ano letivo, ele e outros estudantes despertam seus poderes de invocação de Personas, tornando-se um grupo de justiceiros secretos conhecidos como os Phantom Thieves of Hearts. Eles exploram o "Metaverso", um reino sobrenatural que consiste na manifestação física dos desejos subconscientes da cognição humana, para mudar a intenção maléfica dos corações dos adultos. Como nos títulos anteriores da série, o grupo enfrenta inimigos conhecidos como Shadows (Sombras), usando manifestações físicas de sua psique, chamadas Personas. O jogo incorpora elementos de RPG e dungeon crawling ao lado de cenários de simulação social.
Persona 5 foi desenvolvido pela P-Studio, um estúdio de desenvolvimento interno da Atlus, liderado pelo diretor e produtor de jogos Katsura Hashino. Juntamente com Hashino, os funcionários que retornaram dos primeiros jogos da franquia Persona incluíram o designer de personagens Shigenori Soejima e o compositor musical Shoji Meguro. O trabalho preparatório começou durante o desenvolvimento de Persona 4, com o desenvolvimento completo começando após o lançamento de Catherine em 2011. Os temas do jogo giram em torno de alcançar a liberdade das limitações da sociedade moderna, rebelião contra o sistema e forças superiores, enquanto sua história foi fortemente inspirada pela psicologia junguiana, ficção picaresca e seus Personas iniciais que foram baseados em torno do tema de foras-da-lei e rebeldes, como Robin Hood, que roubava dos ricos para dar aos pobres, assim como Goemon e Arsène Lupin, que também eram ladrões.
Anunciado pela primeira vez em 2013, Persona 5 foi adiado em relação à sua data original de lançamento no final de 2014, devido ao jogo não estar totalmente concluído. Persona 5 foi aclamado pela crítica, sendo indicado e vencedor de vários prêmios de fim de ano, incluindo alguns de Jogo do Ano. Desde então, tem sido considerado como um dos melhores jogos de RPG de todos os tempos. O jogo vendeu mais de dois milhões de cópias em todo o mundo até o final de 2017, tornando-se o título mais vendido da franquia global Megami Tensei. Uma adaptação anime, um mangá e dois jogos spin-off, um jogo de ritmo e outro hack and slash também foram lançados. Joker também aparece como um personagem jogável no jogo de luta Super Smash Bros. Ultimate de 2018.

## Gameplay
Persona 5 é um RPG onde o jogador assume o papel de um estudante do ensino médio, que vive uma vida dupla, vivendo normalmente como um estudante enquanto explora o reino cognitivo,.chamado de Metaverse, usando nele o codinome Joker. O jogo segue ciclo dia-noite e sistemas climáticos que determinam o comportamento do Metaverse e mundo real, como aos dos jogos de simulação social . O ano se baseia em eventos aleatórios e programados, enquanto o protagonista frequenta a escola e seus eventos, ele também pode ter empregos de meio período, praticar atividades de lazer -como ir à academia- ou criar itens para uso no metaverse. As atividades de Joker no mundo real podem afetam suas estatísticas sociais; melhorar esses atributos concede atividades e opções adicionais. No mundo real, Joker pode desenvolver relacionamentos com personagens conhecidos como "Confidentes"; uma reimaginação do sistema de "Social Link" presente em Persona 3 e Persona 4 . Com esse sistema, ele pode conversar e melhorar seu relacionamento com outros personagens que conhece, que podem levar a romance com as personagens femininas. Melhorar a ranque de Confidente com membros do grupo desbloqueia várias habilidades para uso em combate.  Melhorar os ranques com Confidentes que não fazem parte do time concede outros bônus, como acesso à novos equipamentos ou aumento de ganhos de pontos de experiência . 
Junto à vida escolar, há a jogabilidade de exploração de masmorras dentro de um reino chamado Metaverse, onde os Phantom Thieves, grupo liderado por Joker, exploram dois tipos de masmorras: Palácios, dungeons obrigatorias para a progressão da historia, e uma dungeon gerada aleatoriamente, chamada Mementos. Ambos são povoados por "Shadows", manifestações físicas de psiques reprimidas modeladas a partir de figuras culturais e mitológicas. No Mementos, o grupo pode cumprir missões recebidas de Confidentes e outros personagens não-jogadores. Durante a navegação, o grupo pode tomar uma abordagem furtiva para evitar as Sombras inimigas, e algumas áreas contêm quebra-cabeças que podem ser resolvidos usando o "Third Eye" de Joker,  que destaca objetos interativos e a força inimiga.  Ao longo dos palácios e Mementos existem locais conhecidos como "Salas Seguras", onde o jogador pode salvar seu jogo e viajar rapidamente para outras salas seguras dentro do palácio. 
Assim como nos jogos anteriores da série, o jogo usa um sistema de combate baseado em turnos . As batalhas podem ser iniciadas quando o grupo encontra um inimigo, podendo lançar uma emboscada e ganhar vantagem na batalha. Na batalha, o grupo possui armas brancas e de fogo e podem invocar suas Personas: manifestações da psique interior dos personagens principais que são usadas principalmente para ataques especiais. Se um personagem atingir o ponto fraco de um inimigo, ele o derruba e ganha um turno adicional.  Se todos os inimigos forem derrubados, um "Hold Up" movimento onde o grupo cerca as Shadow fazendo elas se renderem temporariamente, durante o qual o grupo pode lançar um "All-Out Attack", exigir dinheiro ou itens, ou convencer uma Shadow por meio de negociações para se tornarem uma das Personas de Joker. Os membros do grupo são nocauteados quando perdem todos os seus pontos de saúde, e o jogo termina se Joker for nocauteado. 
Novas Personas podem ser obtidas em batalhas por meio de negociações bem-sucedidas, cada Persona é representada por um arcano maior do tarô que também são vinculados aos Confidentes. As personas podem ser  "fundidas" dentro da "Velvet Room", um reino que Joker visita ao longo da história. Na Velvet Room, as Personas podem ser fundidas pelo processo de fusão onde as Personas são levadas à guilhotina, com a Persona resultante herdando habilidades e estatísticas de seus componentes. Mais habilidades podem ser transmitidas dependendo de quantas habilidades e poder uma Persona possui, e a força da Persona resultante depende de quão avançado é seu ligamento com o Confidente associado.  Personas podem ser sacrificadas por enforcamento para conceder pontos de experiência e uma habilidade a outra Persona ou serem enviadas para a cadeira elétrica para criar um item de alto nível. Uma Persona também pode ser enviada ao confinamento solitário por vários dias para passar por treinamento intensivo e ganhar habilidades adicionais mais rápido do que o normal e muitas vezes exclusivas. Uma execução pública também pode ser performada caso tenha acionado os elementos online, resultando numa Persona aleatória ou pré-gerada.
Pequenos elementos online são incluídos por meio do recurso "Thieves Guild", onde os jogadores podem ver quais atividades sociais outros jogadores fizeram durante um determinado dia ou ajudar outros jogadores no Metaverse caso um dos membros sejam capturados por uma inimigo. 